# Daniele Garozzo
Daniele Garozzo (Acireale, 4 de agosto de 1992) es un deportista italiano que compite en esgrima, especialista en la modalidad de florete. Su hermano Enrico también compite en esgrima.
Participó en dos Juegos Olímpicos de Verano, obteniendo dos medallas, oro en Río de Janeiro 2016 y plata en Tokio 2020, ambas en la prueba individual.
Ganó seis medallas en el Campeonato Mundial de Esgrima entre los años 2015 y 2022, y diez medallas en el Campeonato Europeo de Esgrima entre los años 2015 y 2022.
En los Juegos Europeos de Cracovia 2023 consiguió una medalla de oro en la prueba por equipos.

## Palmarés internacional
| Juegos Olímpicos   | Juegos Olímpicos        | Juegos Olímpicos  | Juegos Olímpicos    |
| Año                | Lugar                   | Medalla           | Prueba              |
| ------------------ | ----------------------- | ----------------- | ------------------- |
| 2016               | Río de Janeiro (Brasil) | Medalla de oro    | Florete individual  |
| 2020               | Tokio (Japón)           | Medalla de plata  | Florete individual  |
| Campeonato Mundial |                         |                   |                     |
| Año                | Lugar                   | Medalla           | Prueba              |
| 2015               | Moscú (Rusia)           | Medalla de oro    | Florete por equipos |
| 2017               | Leipzig (Alemania)      | Medalla de oro    | Florete por equipos |
| 2017               | Leipzig (Alemania)      | Medalla de bronce | Florete individual  |
| 2018               | Wuxi (China)            | Medalla de oro    | Florete por equipos |
| 2019               | Budapest (Hungría)      | Medalla de bronce | Florete por equipos |
| 2022               | El Cairo (Egipto)       | Medalla de oro    | Florete por equipos |
| Juegos Europeos    |                         |                   |                     |
| Año                | Lugar                   | Medalla           | Prueba              |
| 2023               | Cracovia (Polonia)      | Medalla de oro    | Florete por equipos |
| Campeonato Europeo |                         |                   |                     |
| Año                | Lugar                   | Medalla           | Prueba              |
| 2015               | Montreux (Suiza)        | Medalla de plata  | Florete individual  |
| 2016               | Toruń (Polonia)         | Medalla de plata  | Florete por equipos |
| 2017               | Tiflis (Georgia)        | Medalla de oro    | Florete individual  |
| 2017               | Tiflis (Georgia)        | Medalla de bronce | Florete por equipos |
| 2018               | Novi Sad (Serbia)       | Medalla de plata  | Florete individual  |
| 2018               | Novi Sad (Serbia)       | Medalla de plata  | Florete por equipos |
| 2019               | Düsseldorf (Alemania)   | Medalla de plata  | Florete individual  |
| 2019               | Düsseldorf (Alemania)   | Medalla de bronce | Florete por equipos |
| 2022               | Antalya (Turquía)       | Medalla de oro    | Florete individual  |
| 2022               | Antalya (Turquía)       | Medalla de oro    | Florete por equipos |